# Hjälm 90

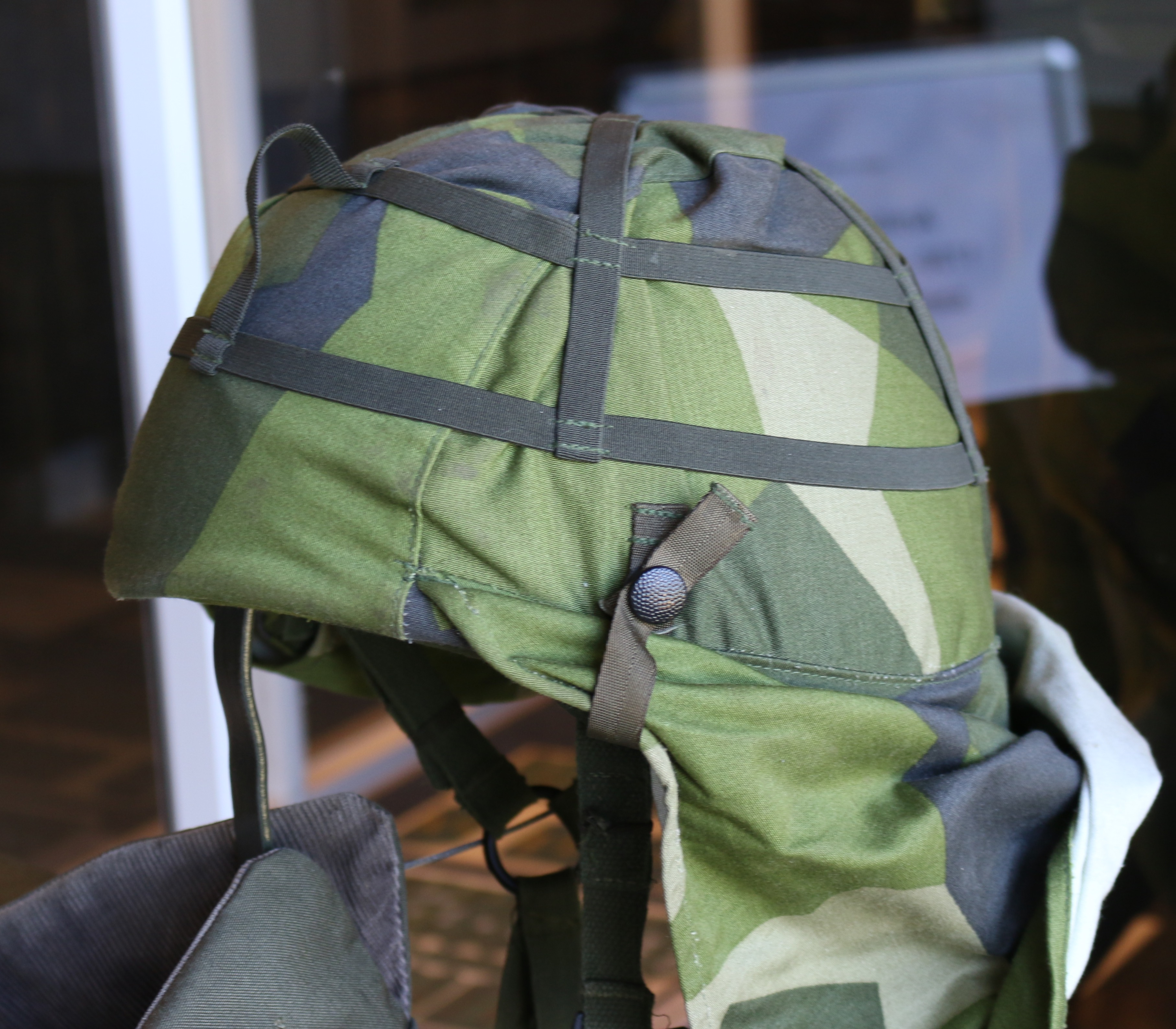
Hjälm m/90

Hjälm 90 eller hjälm m/90 (hjälm modell/1990) är en svensk kevlarhjälm som används av Sveriges försvarsmakt sedan 1990-talet. Modellen ersatte den äldre stålhjälmen hjälm m/37.
Hjälm 90 är tillverkad i para-aramid, en typ av kevlar som ger ett gott ballistiskt skydd och som tål slag bra. Den är utformad som en skyddshjälm och väger 1,4 kg.
Insidan av hjälmen hade ursprungligen en konstruktion av plast på vilken skinnkuddar fyllda med bomull och skumplast anbringats men har uppgraderats med en nätinredning som gör hjälmen något mer bekväm och mindre vinglig.  Man får plats med hörselkåpor under hjälmen och man kan justera storleken på ett flertal ställen. Spännet på hakremmen på vissa exemplar är ett plastspänne, andra exemplar har en vanlig tryckknapp som fäster på sig själv runt en ögla. Hakremmen kan justeras på tre punkter. Hjälmen saknar fästen för belysning eller mörkerhjälpmedel.